# Lindängen

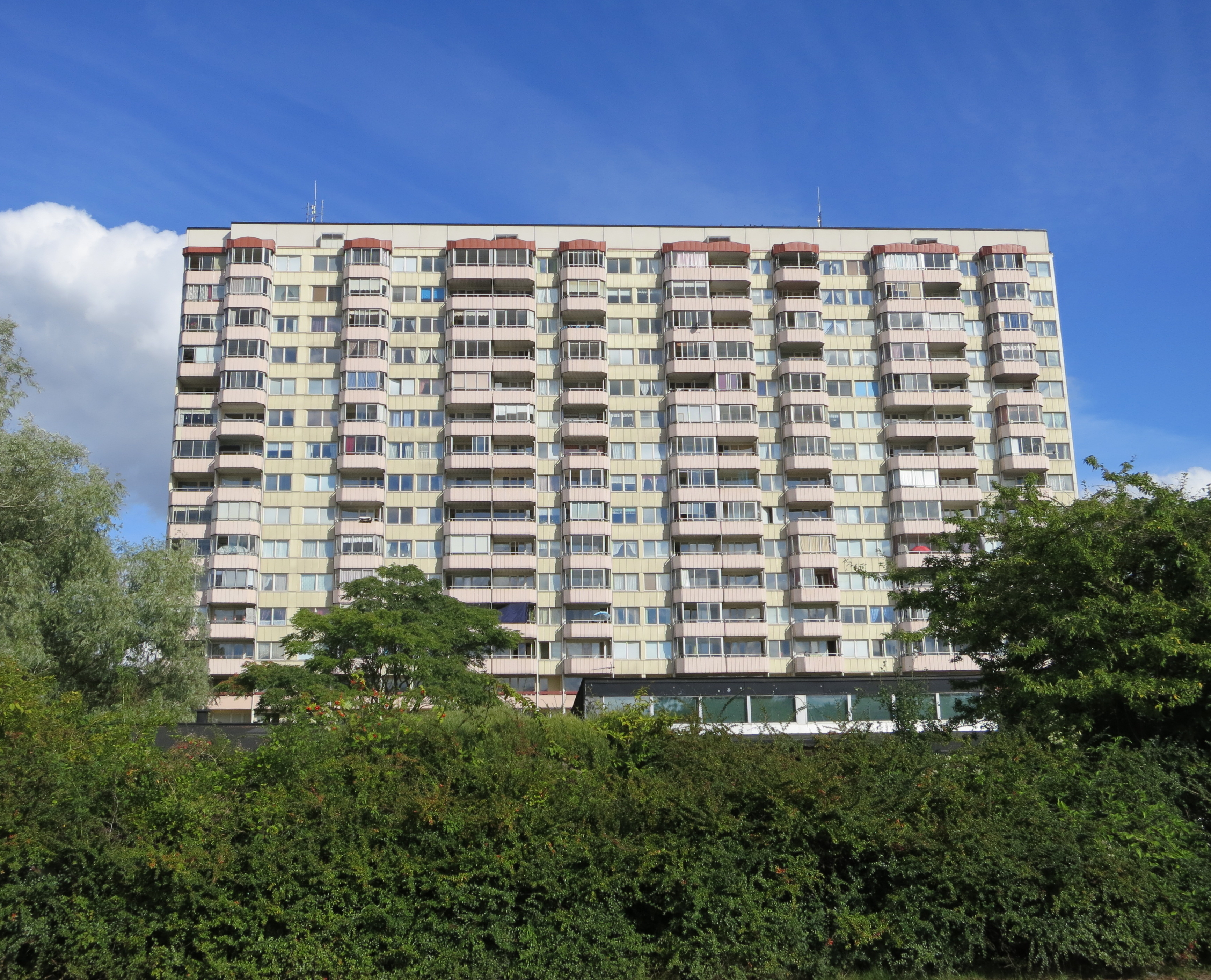
Höghuset Motetten.

Lindängen är ett bostadsområde i Malmö. 

## Byggnader
Lindängen ligger söder om Inre ringvägen vid Munkhättegatan och består av flerfamiljshus. Den största delen av dessa är byggda på 1970-talet. Hälften av husen förvaltas av HSB. 
I området ligger Lindängeskolan (F-9) och Högaholmsskolan (F-6) samt Lindängehus, Motettens, Visans och Gånglåtens förskolor. 
Motetten (uppförd 1971) är Lindängens högsta bostadshus med 16 våningar.
Vid Inre ringvägen ligger Lindängsbadet. Lindängsbadets bassänger var tidigare täckta av en uppblåsbar byggnad, fram till den 18 november 2009 då den blåste sönder.

## Lindängelunds rekreationsområde
Lindängelunds rekreationsområde vid Lindängen kommer att bli drygt 100 hektar när färdigt
Millennieskogen är den första etappen av rekreationsområdet i södra Malmö. Tanken är att en skog ska växa fram där Malmöbornas egna planterade träd samsas med jätteträd från dinosauriernas tidevarv. Området innehåller också plats för gräs- och ängsmark. 
Skogsplanteringen fortsätter fram till 2018. 

## Personer från orten
Lindängen har varit hemvist för hip hop-personligheter som Lilleman, Lazee och delar ur Advance Patrol liksom den dömde seriemördaren Peter Mangs. Även sportjournalisten Patrick Ekwall är uppväxt i Lindängen.